# Chiesa di San Barnaba (Nembro)
La chiesa di Santa Barnaba è un luogo di culto cattolico della frazione Salmezza di Nembro, e pur trovandosi sul territorio nembrese, è da sempre sussidiaria della chiesa dei santi Filippi e Giacomo di Selvino della diocesi di Bergamo.

## Storia
La chiesa fu edificata nel XVII secolo, viene infatti citata come sussidiaria della chiesa parrocchiale di  Selvino già dal 1616 con altri tre oratori nello studio di Giovanni Maironi da Ponte. La chiesa, così come tutta la frazione, con la costruzione delle nuove strade e le nuove vie commerciali, venne abbandonata dai suoi abitanti.
Nel 1913 l'edificio fu restaurato perché risultava essere in condizioni molto ammalorate, infatti nella visita pastorale del vescovo Giacomo Radini-Tedeschi venne ordinata la sospensione delle celebrazioni liturgiche, e lavori di restauro. Ma a causa delle scarse possibilità economiche prima, e del conflitto mondiale, i lavori furono iniziati solo nel 1924. La chiesa dipendeva dal quella di chiesa dei Santi Filippo e Giacomo di Selvino.
La chiesa necessitò di ulteriori lavori di manutenzione con il rifacimento della copertura lignea del tetto perché danneggiata da infiltrazioni d'acqua.

## Descrizione
La chiesa è posta un poco dislocata dal centro urbano della piccola frazione che fin dall'antichità era collegata attraverso la via Mercatorum a Selvino, località che aveva locande e alloggi per i mercanti, e in posizione dominante. L'edificio è circondato dal sagrato terminante con un muretto Presenta una facciata a capanna dal classico orientamento liturgico, con l'ingresso centrale avente paraste e gradoni d'accesso rientranti in pietra. Il portone ligneo è completo di un'ulteriore chiusura a inferriata, e due piccole finestre rettangolari laterali anche queste protette da inferriata.
Nella parte superiore vi è una grande finestra, anche questa protetta, che illumina l'aula dell'edificio. La chiesa che ha l'orientamento tradizionale con l'ingresso rivolto a ovest e l'abside a est, è preceduta da una gradinata di cinque alzate rientranti, e termina con un'ampia ala del tetto a riparo della facciata stessa e dei fedeli.
L'aula a unica navata, con pavimentazione in cemento lisciato, è divisa in due campate dall'arco trionfale a sesto acuto che conduce al presbiterio rialzato da tre gradini, molto rientrante e terminante con l'abside a forma semicircolare con il catino absidale la cui volta presenta l'affresco del cielo stellato. Quattro lesene poste sul presbiterio proseguono fino alla volta dividendola in quattro spicchi.